# Maya Harrisson
Pour les articles homonymes, voir Harrisson.
Maya Harrisson est une skieuse alpine brésilienne, née le 3 mars 1992 à Rio de Janeiro.

## Biographie
Née au Brésil, elle est adoptée et passe son enfance en Suisse, où elle découvre le ski. 
Elle habite à Genève et étudie à la Haute école de santé pour devenir Physiothérapeute. 
Après des débuts internationaux en 2007, Harrisson prend part à sa première compétition majeure à l'occasion des Championnats du monde 2009, à Val d'Isère, où elle finit 44e du slalom géant. À l'âge de 17 ans, elle est classée deuxième de la discipline du slalom géant en Amérique du Sud (en termes de points FIS) et se qualifie pour les Jeux olympiques d'hiver de 2010, où elle finit 48e du slalom et abandonne le slalom géant. Aux Jeux olympiques d'hiver de 2014, à Sotchi, elle conclut ses deux courses : 54e du slalom géant et 39e du slalom.

## Palmarès

### Jeux olympiques
| Épreuve / Édition | Vancouver 2010 | Sotchi 2014 |
| Slalom géant      | Abandon        | 54e         |
| Slalom            | 48e            | 39e         |

### Championnats du monde
| Épreuve / Édition | Val d'Isère 2009 | Garmisch-Partenkirchen 2011 | Beaver Creek 2015 |
| Slalom géant      | 44e              | Abandon                     | Abandon           |
| Slalom            | Abandon          |                             | Abandon           |